# Aphelandra harlingii
Aphelandra harlingii är en akantusväxtart som beskrevs av D.C. Wasshausen. Aphelandra harlingii ingår i släktet Aphelandra och familjen akantusväxter. Inga underarter finns listade i Catalogue of Life.